# Postbaugenossenschaft München und Oberbayern
Die Postbaugenossenschaft München und Oberbayern (bis 2019: Baugenossenschaft des Post- und Telegrafenpersonals eG) in München und Oberbayern eG (BPTM) ist eine bayerische Wohnungsbaugenossenschaft. Ihr gehören rund 1.985 Wohnungen, überwiegend im Großraum München. Mieter müssen sich auf mindestens ein Jahr festlegen und einen Anteil an der Genossenschaft erwerben. Ansonsten unterliegen sie weitgehend dem normalen Mietrecht.

## Entstehung
Die Genossenschaft wurde  1908 auf Initiative sozial engagierter Postbeamter im Münchner Restaurant „Kollergarten“ gegründet. Um die Jahrhundertwende war München stark expandiert. Die Lage der gering verdienenden kleinen Beamten und Angestellten erlaubte es in der Regel nicht, mit ihren vielköpfigen Familien mehr als ein oder zwei Zimmer zu belegen. Das Ziel der neu gegründeten Genossenschaft: „Auf dem Wege der Selbsthilfe wollen die Postbediensteten die Wohnungsnot und das Wohnungselend ihrer Kollegen möglichst beseitigen. Die Mitglieder der Genossenschaft sollen dem stetigen Wohnungswechsel und der Mietpreissteigerei enthoben werden“. Bereits ein halbes Jahr nach Gründung hatte die neue Baugenossenschaft mehr als 500 Mitglieder und ein Kapital von mehr als 20.000 Mark. Als erstes Projekt errichtete sie zwischen Arnulf-, Birker- und Weiglstraße 13 Häuser mit 158 Wohnungen. Kurz darauf entstanden auf dem Erbbaugrundgelände der Reichspostdirektion München an der Renata-, Schäringer- und Schlörstraße neun weitere Häuser mit 87 Wohnungen. 
Mitten in der Inflation von 1922/23 beschloss die Genossenschaftsleitung ein umfangreiches Bauprogramm: fünf weitere Häuser mit 50 Wohnungen an der Renatastraße, zwölf Häuser mit 110 Wohnungen an der Arnulfstraße (1924 bis 1926). Ab 1927 entstanden über die Bautätigkeit in Neuhausen hinaus zum ersten Mal drei Häusern mit 29 Wohnungen in Schwabing. 

## Versuchssiedlung im Bauhaus-Stil
1928 wurde mit Robert Vorhoelzer ein Vertreter der neuen Sachlichkeit als Architekt gewonnen. Er konzipierte die sogenannte Postversuchssiedlung zwischen Arnulf-, Burghausener-, Richel- und Schäringerstraße. Von Hanna Löv stammt die Münchner Küche, mit der die Wohnungen in der Versuchssiedlung ausgestattet wurden, und von der bis heute nur noch knapp ein Dutzend existiert. Das Reichspostministerium, die Oberpostdirektion München und die Reichsforschungsanstalt förderten den Bau von 48 Häusern mit 326 Wohnungen. Die Anlage im Bauhaus-Stil wurde zu einem Meilenstein des Neuen Bauens in Bayern sowie der bayerischen Postbauschule. Ein weiterer Gebäudekomplex, zehn Häuser mit 95 Wohnungen, im Stil der klassischen Moderne entstand 1931 am Harras.
In der Zeit des Nationalsozialismus orientierte sich die Baupolitik an der „Siedlerideologie“. 1938 werden die Wohnungsbaugenossenschaften dem Reichsverband der deutschen gemeinnützigen Wohnungsunternehmen eingegliedert. Bei der BPTM in München wurden die von den Genossenschaftsmitgliedern in den Generalversammlungen demokratisch gewählten Organe abgesetzt und durch linientreue Funktionäre ersetzt.

## Expansion nach 1945
Nach 1945 wurde eine Arbeitsgemeinschaft süddeutscher Baugenossenschaftsverbände ins Leben gerufen. Die Deutsche Bundespost vergab hohe Darlehen. Nun begann die BPTM mit Wohnungsbau über ganz München und Oberbayern hinweg. In Neuhausen, an der Landshuter Allee, entstand ab 1949 das erste große Genossenschaftsbauprojekt nach dem Krieg, bald ergänzt durch zwei Seitentrakte zu je 20 Wohnungen an der Ruffini- und Dom-Pedro-Straße. 
Weitere Wohnungen in Giesing (1951, zwei Häuser mit 16 Wohnungen und zwei Läden an der Deisenhofener Straße) und Pasing (1953/54, vier Häuser mit 42 Wohnungen an der Irmonher- und an der Kaflerstraße) folgten. Bis 1957 entstanden zahlreiche Wohnungen in Oberbayern – in Traunstein, Freilassing, Reit im Winkl, Erding, Dachau, Dorfen, Mühldorf, Tegernsee, Starnberg, Bad Tölz und Rosenheim. In den 60er und 70er Jahren wurde im Raum Oberbayern neu gebaut: in Prien am Chiemsee (1967, zwei Häuser mit zwölf Wohnungen), in Rosenheim (1975, drei Häuser mit 24 Wohnungen) und in Orten im Einzugsgebiet München (Germering, 1967, 120 Wohnungen; Wolfratshausen, 1975, zwölf Wohnungen). 
Weitere Bautätigkeit in München: 102 Wohnungen wurden 1959/60 in München an der Cimbern- und Markomannenstraße, 100 Wohnungen am Harras an der Karwendelstraße gebaut. 1964 wurde an der Leopoldstraße 250 ein Lehrlingswohnheim errichtet. 1982 kommen an der Angerer- und Erich-Kästner-Straße in Schwabing fünf Häuser mit 46 großen Wohnungen hinzu. 1983 besitzt die Genossenschaft 117 Altbauten mit 909 Wohnungen, die vor dem 21. Juni 1948 gebaut wurden, sowie 128 danach errichtete Häuser mit 990 Wohnungen.

## Hundertjähriges Bestehen
Nur ein Teil des Wohnungsbestands der BPTM unterliegt heute noch einem Belegungsrecht der Deutschen Post AG. Die Bilanzsumme beläuft sich bei einem Eigenkapitalanteil von etwa 40 Prozent auf rund 62 Millionen Euro. Die Umsatzerlöse aus der Hausbewirtschaftung betragen etwa 13 Millionen Euro jährlich. 2008 feierte die BPTM ihr hundertjähriges Bestehen.